# 14e étape du Tour de France 2016
Pour un article plus général, voir Tour de France 2016.
La 14e étape du Tour de France 2016 se déroule le samedi 16 juillet 2016 entre Montélimar et le Parc des oiseaux de Villars-les-Dombes sur une distance de 208,5 kilomètres.
Elle est remportée au sprint par le Britannique Mark Cavendish de l'équipe Dimension Data. Il devance le Norvégien Alexander Kristoff (Katusha) et le Slovaque Peter Sagan (Tinkoff). Ce quatrième succès dans cette édition 2016 constitue sa 30e victoire tous Tours de France confondus.

## Parcours
Le parcours du longueur de 208,5 km s'élance de Montélimar pour arriver au parc des oiseaux de Villars-les-dombes. Il traversera quatre départements : Drôme, Isère, Rhône et Ain. Aucune difficulté majeure n'est répertoriée (3 ascensions de 4ème catégorie dans la 1ère moitié de l'étape). Le sprint intermédiaire sera disputé au kilomètre 145,5 au lieu-dit Lafayette sur la commune de Saint-Georges-d'Espéranche. 

## Résultats

### Classement de l'étape
| \| Classement de l'étape \| Classement de l'étape \| Classement de l'étape \| Classement de l'étape \| Classement de l'étape \| \| Coureur \| Coureur \| Pays \| Équipe \| Temps \| \| --------------------- \| --------------------- \| --------------------- \| -------------------------- \| --------------------- \| \| 1er \| Mark Cavendish \| Royaume-Uni \| Dimension Data \| 5 h 43 min 49 s \| \| 2e \| Alexander Kristoff \| Norvège \| Katusha \| + 0 s \| \| 3e \| Peter Sagan \| Slovaquie \| Tinkoff \| + 0 s \| \| 4e \| John Degenkolb \| Allemagne \| Giant-Alpecin \| + 0 s \| \| 5e \| Marcel Kittel \| Allemagne \| Etixx-Quick Step \| + 0 s \| \| 6e \| André Greipel \| Allemagne \| Lotto-Soudal \| + 0 s \| \| 7e \| Bryan Coquard \| France \| Direct Énergie \| + 0 s \| \| 8e \| Davide Cimolai \| Italie \| Lampre-Merida \| + 0 s \| \| 9e \| Christophe Laporte \| France \| Cofidis, Solutions Crédits \| + 0 s \| \| 10e \| Samuel Dumoulin \| France \| AG2R La Mondiale \| + 0 s \| |                    |             |                            |                 |
| |                    |             |                            |                 |
| Source : ProCyclingStats |                    |             |                            |                 |
| Classement de l'étape |                    |             |                            |                 |
| Coureur | Coureur            | Pays        | Équipe                     | Temps           |
| 1er | Mark Cavendish     | Royaume-Uni | Dimension Data             | 5 h 43 min 49 s |
| 2e | Alexander Kristoff | Norvège     | Katusha                    | + 0 s           |
| 3e | Peter Sagan        | Slovaquie   | Tinkoff                    | + 0 s           |
| 4e | John Degenkolb     | Allemagne   | Giant-Alpecin              | + 0 s           |
| 5e | Marcel Kittel      | Allemagne   | Etixx-Quick Step           | + 0 s           |
| 6e | André Greipel      | Allemagne   | Lotto-Soudal               | + 0 s           |
| 7e | Bryan Coquard      | France      | Direct Énergie             | + 0 s           |
| 8e | Davide Cimolai     | Italie      | Lampre-Merida              | + 0 s           |
| 9e | Christophe Laporte | France      | Cofidis, Solutions Crédits | + 0 s           |
| 10e | Samuel Dumoulin    | France      | AG2R La Mondiale           | + 0 s           |

### Points attribués
| Sprint intermédiaire - La Fayette (km 145,5) | Sprint intermédiaire - La Fayette (km 145,5) | Sprint intermédiaire - La Fayette (km 145,5) | Sprint intermédiaire - La Fayette (km 145,5) | Sprint intermédiaire - La Fayette (km 145,5) |
| -------------------------------------------- | -------------------------------------------- | -------------------------------------------- | -------------------------------------------- | -------------------------------------------- |
|                                              | Coureur                                      | Pays                                         | Équipe                                       | Point(s)                                     |
| 1er                                          | Cesare Benedetti                             | Italie                                       | Bora-Argon 18                                | 20                                           |
| 2e                                           | Alex Howes                                   | États-Unis                                   | Cannondale-Drapac                            | 17                                           |
| 3e                                           | Jérémy Roy                                   | France                                       | FDJ                                          | 15                                           |
| 4e                                           | Martin Elmiger                               | Suisse                                       | IAM                                          | 13                                           |
| 5e                                           | Peter Sagan                                  | Slovaquie                                    | Tinkoff                                      | 11                                           |
| 6e                                           | Marcel Kittel                                | Allemagne                                    | Etixx-Quick Step                             | 10                                           |
| 7e                                           | Mark Cavendish                               | Royaume-Uni                                  | Dimension Data                               | 9                                            |
| 8e                                           | Bryan Coquard                                | France                                       | Direct Énergie                               | 8                                            |
| 9e                                           | Maximiliano Richeze                          | Argentine                                    | Etixx-Quick Step                             | 7                                            |
| 10e                                          | Fabio Sabatini                               | Italie                                       | Etixx-Quick Step                             | 6                                            |
| 11e                                          | Lars Bak                                     | Danemark                                     | Lotto-Soudal                                 | 5                                            |
| 12e                                          | Ramūnas Navardauskas                         | Lituanie                                     | Cannondale-Drapac                            | 4                                            |
| 13e                                          | Tony Martin                                  | Allemagne                                    | Etixx-Quick Step                             | 3                                            |
| 14e                                          | Petr Vakoč                                   | Tchéquie                                     | Etixx-Quick Step                             | 2                                            |
| 15e                                          | Natnael Berhane                              | Érythrée                                     | Dimension Data                               | 1                                            |
| modifier                                     |                                              |                                              |                                              |                                              |

| Arrivée d'étape - Villars-les-Dombes - Parc des oiseaux (km 208,5) | Arrivée d'étape - Villars-les-Dombes - Parc des oiseaux (km 208,5) | Arrivée d'étape - Villars-les-Dombes - Parc des oiseaux (km 208,5) | Arrivée d'étape - Villars-les-Dombes - Parc des oiseaux (km 208,5) | Arrivée d'étape - Villars-les-Dombes - Parc des oiseaux (km 208,5) |
| ------------------------------------------------------------------ | ------------------------------------------------------------------ | ------------------------------------------------------------------ | ------------------------------------------------------------------ | ------------------------------------------------------------------ |
|                                                                    | Coureur                                                            | Pays                                                               | Équipe                                                             | Point(s)                                                           |
| 1er                                                                | Mark Cavendish                                                     | Royaume-Uni                                                        | Dimension Data                                                     | 50                                                                 |
| 2e                                                                 | Alexander Kristoff                                                 | Norvège                                                            | Katusha                                                            | 30                                                                 |
| 3e                                                                 | Peter Sagan                                                        | Slovaquie                                                          | Tinkoff                                                            | 20                                                                 |
| 4e                                                                 | John Degenkolb                                                     | Allemagne                                                          | Giant-Alpecin                                                      | 18                                                                 |
| 5e                                                                 | Marcel Kittel                                                      | Allemagne                                                          | Etixx-Quick Step                                                   | 16                                                                 |
| 6e                                                                 | André Greipel                                                      | Allemagne                                                          | Lotto-Soudal                                                       | 14                                                                 |
| 7e                                                                 | Bryan Coquard                                                      | France                                                             | Direct Énergie                                                     | 12                                                                 |
| 8e                                                                 | Davide Cimolai                                                     | Italie                                                             | Lampre-Merida                                                      | 10                                                                 |
| 9e                                                                 | Christophe Laporte                                                 | France                                                             | Cofidis                                                            | 8                                                                  |
| 10e                                                                | Samuel Dumoulin                                                    | France                                                             | AG2R La Mondiale                                                   | 7                                                                  |
| 11e                                                                | Dylan Groenewegen                                                  | Pays-Bas                                                           | Lotto NL-Jumbo                                                     | 6                                                                  |
| 12e                                                                | Sam Bennett                                                        | Irlande                                                            | Bora-Argon 18                                                      | 5                                                                  |
| 13e                                                                | Roy Curvers                                                        | Pays-Bas                                                           | Giant-Alpecin                                                      | 4                                                                  |
| 14e                                                                | Michael Matthews                                                   | Australie                                                          | Orica-BikeExchange                                                 | 3                                                                  |
| 15e                                                                | Mathew Hayman                                                      | Australie                                                          | Orica-BikeExchange                                                 | 2                                                                  |
| modifier                                                           |                                                                    |                                                                    |                                                                    |                                                                    |

|   | Coureur            | Pays        | Équipe         | Secondes |
| - | ------------------ | ----------- | -------------- | -------- |
| 1 | Mark Cavendish     | Royaume-Uni | Dimension Data | 10 s     |
| 2 | Alexander Kristoff | Norvège     | Katusha        | 6 s      |
| 3 | Peter Sagan        | Slovaquie   | Tinkoff        | 4 s      |

### Cols et côtes
| Côte de Puy-Saint-Martin (km 20,5) - 4e catégorie (3,6 km à 5,2%) | Côte de Puy-Saint-Martin (km 20,5) - 4e catégorie (3,6 km à 5,2%) | Côte de Puy-Saint-Martin (km 20,5) - 4e catégorie (3,6 km à 5,2%) | Côte de Puy-Saint-Martin (km 20,5) - 4e catégorie (3,6 km à 5,2%) | Côte de Puy-Saint-Martin (km 20,5) - 4e catégorie (3,6 km à 5,2%) |
| ----------------------------------------------------------------- | ----------------------------------------------------------------- | ----------------------------------------------------------------- | ----------------------------------------------------------------- | ----------------------------------------------------------------- |
|                                                                   | Coureur                                                           | Pays                                                              | Équipe                                                            | Point(s)                                                          |
| 1er                                                               | Thomas De Gendt                                                   | Belgique                                                          | Lotto-Soudal                                                      | 1                                                                 |
| modifier                                                          |                                                                   |                                                                   |                                                                   |                                                                   |

| Côte du Four-à-Chaux (km 93,5) - 4e catégorie (3,9 km à 4,2%) | Côte du Four-à-Chaux (km 93,5) - 4e catégorie (3,9 km à 4,2%) | Côte du Four-à-Chaux (km 93,5) - 4e catégorie (3,9 km à 4,2%) | Côte du Four-à-Chaux (km 93,5) - 4e catégorie (3,9 km à 4,2%) | Côte du Four-à-Chaux (km 93,5) - 4e catégorie (3,9 km à 4,2%) |
| ------------------------------------------------------------- | ------------------------------------------------------------- | ------------------------------------------------------------- | ------------------------------------------------------------- | ------------------------------------------------------------- |
|                                                               | Coureur                                                       | Pays                                                          | Équipe                                                        | Point(s)                                                      |
| 1er                                                           | Alex Howes                                                    | États-Unis                                                    | Cannondale-Drapac                                             | 1                                                             |
| modifier                                                      |                                                               |                                                               |                                                               |                                                               |

| \| Côte d'Hauterives (km 101,5) - 4e catégorie (2,1 km à 5,5%) \| Côte d'Hauterives (km 101,5) - 4e catégorie (2,1 km à 5,5%) \| Côte d'Hauterives (km 101,5) - 4e catégorie (2,1 km à 5,5%) \| Côte d'Hauterives (km 101,5) - 4e catégorie (2,1 km à 5,5%) \| Côte d'Hauterives (km 101,5) - 4e catégorie (2,1 km à 5,5%) \| \| ----------------------------------------------------------- \| ----------------------------------------------------------- \| ----------------------------------------------------------- \| ----------------------------------------------------------- \| ----------------------------------------------------------- \| \| \| Coureur \| Pays \| Équipe \| Point(s) \| \| 1er \| Cesare Benedetti \| Italie \| Bora-Argon 18 \| 1 \| \| modifier \| \| \| \| \| |                  |        |               |          |
| Côte d'Hauterives (km 101,5) - 4e catégorie (2,1 km à 5,5%) |                  |        |               |          |
| | Coureur          | Pays   | Équipe        | Point(s) |
| 1er | Cesare Benedetti | Italie | Bora-Argon 18 | 1        |
| modifier |                  |        |               |          |

## Classements à l'issue de l'étape

### Classement général
| \| Classement général \| Classement général \| Classement général \| Classement général \| Classement général \| \| Coureur \| Coureur \| Pays \| Équipe \| Temps \| \| ------------------ \| ------------------ \| ------------------ \| ------------------ \| ------------------ \| \| 1er \| Christopher Froome \| Royaume-Uni \| Team Sky \| 63 h 46 min 40 s \| \| 2e \| Bauke Mollema \| Pays-Bas \| Trek-Segafredo \| + 1 min 47 s \| \| 3e \| Adam Yates \| Royaume-Uni \| Orica-BikeExchange \| + 2 min 45 s \| \| 4e \| Nairo Quintana \| Colombie \| Movistar Team \| + 2 min 59 s \| \| 5e \| Alejandro Valverde \| Espagne \| Movistar Team \| + 3 min 17 s \| \| 6e \| Tejay van Garderen \| États-Unis \| BMC Racing Team \| + 3 min 19 s \| \| 7e \| Romain Bardet \| France \| AG2R La Mondiale \| + 4 min 04 s \| \| 8e \| Richie Porte \| Australie \| BMC Racing Team \| + 4 min 27 s \| \| 9e \| Dan Martin \| Irlande \| Etixx-Quick Step \| + 5 min 03 s \| \| 10e \| Fabio Aru \| Italie \| Astana \| + 5 min 16 s \| |                    |             |                    |                  |
| |                    |             |                    |                  |
| Source : ProCyclingStats |                    |             |                    |                  |
| Classement général |                    |             |                    |                  |
| Coureur | Coureur            | Pays        | Équipe             | Temps            |
| 1er | Christopher Froome | Royaume-Uni | Team Sky           | 63 h 46 min 40 s |
| 2e | Bauke Mollema      | Pays-Bas    | Trek-Segafredo     | + 1 min 47 s     |
| 3e | Adam Yates         | Royaume-Uni | Orica-BikeExchange | + 2 min 45 s     |
| 4e | Nairo Quintana     | Colombie    | Movistar Team      | + 2 min 59 s     |
| 5e | Alejandro Valverde | Espagne     | Movistar Team      | + 3 min 17 s     |
| 6e | Tejay van Garderen | États-Unis  | BMC Racing Team    | + 3 min 19 s     |
| 7e | Romain Bardet      | France      | AG2R La Mondiale   | + 4 min 04 s     |
| 8e | Richie Porte       | Australie   | BMC Racing Team    | + 4 min 27 s     |
| 9e | Dan Martin         | Irlande     | Etixx-Quick Step   | + 5 min 03 s     |
| 10e | Fabio Aru          | Italie      | Astana             | + 5 min 16 s     |

### Classement par points
| Classement par points | Classement par points | Classement par points | Classement par points | Classement par points |
| --------------------- | --------------------- | --------------------- | --------------------- | --------------------- |
|                       | Coureur               | Pays                  | Équipe                | Point(s)              |
| 1er                   | Peter Sagan           | Slovaquie             | Tinkoff               | 340 points            |
| 2e                    | Mark Cavendish        | Royaume-Uni           | Dimension Data        | 278 pts               |
| 3e                    | Marcel Kittel         | Allemagne             | Etixx-Quick Step      | 228 pts               |
| 4e                    | Bryan Coquard         | France                | Direct Énergie        | 145 pts               |
| 5e                    | André Greipel         | Allemagne             | Lotto-Soudal          | 128 pts               |
| 6e                    | Michael Matthews      | Australie             | Orica-BikeExchange    | 127 pts               |
| 7e                    | Alexander Kristoff    | Norvège               | Katusha               | 122 pts               |
| 8e                    | Greg Van Avermaet     | Belgique              | BMC Racing            | 112 pts               |
| 9e                    | Thomas De Gendt       | Belgique              | Lotto-Soudal          | 106 pts               |
| 10e                   | Christopher Froome    | Royaume-Uni           | Sky                   | 94 pts                |
| modifier              |                       |                       |                       |                       |

### Classement du meilleur grimpeur
| Classement du meilleur grimpeur | Classement du meilleur grimpeur | Classement du meilleur grimpeur | Classement du meilleur grimpeur | Classement du meilleur grimpeur |
| ------------------------------- | ------------------------------- | ------------------------------- | ------------------------------- | ------------------------------- |
|                                 | Coureur                         | Pays                            | Équipe                          | Point(s)                        |
| 1er                             | Thomas De Gendt                 | Belgique                        | Lotto-Soudal                    | 90 points                       |
| 2e                              | Rafał Majka                     | Pologne                         | Tinkoff                         | 77 pts                          |
| 3e                              | Daniel Navarro                  | Espagne                         | Cofidis                         | 68 pts                          |
| 4e                              | Tom Dumoulin                    | Pays-Bas                        | Giant-Alpecin                   | 58 pts                          |
| 5e                              | Rui Costa                       | Portugal                        | Lampre-Merida                   | 50 pts                          |
| 6e                              | Serge Pauwels                   | Belgique                        | Dimension Data                  | 40 pts                          |
| 7e                              | Stef Clement                    | Pays-Bas                        | IAM                             | 35 pts                          |
| 8e                              | Diego Rosa                      | Italie                          | Astana                          | 27 pts                          |
| 9e                              | Winner Anacona                  | Colombie                        | Movistar                        | 26 pts                          |
| 10e                             | Sylvain Chavanel                | France                          | Direct Énergie                  | 24 pts                          |
| modifier                        |                                 |                                 |                                 |                                 |

### Classement du meilleur jeune
| Classement général du meilleur jeune | Classement général du meilleur jeune | Classement général du meilleur jeune | Classement général du meilleur jeune | Classement général du meilleur jeune |
|                                      | Coureur                              | Pays                                 | Équipe                               | Temps                                |
| ------------------------------------ | ------------------------------------ | ------------------------------------ | ------------------------------------ | ------------------------------------ |
| 1er                                  | Adam Yates                           | Royaume-Uni                          | Orica-BikeExchange                   | en 63 h 49 min 25 s                  |
| 2e                                   | Louis Meintjes                       | Afrique du Sud                       | Lampre-Merida                        | + 3 min 3 s                          |
| 3e                                   | Warren Barguil                       | France                               | Giant-Alpecin                        | + 5 min 38 s                         |
| 4e                                   | Emanuel Buchmann                     | Allemagne                            | Bora-Argon 18                        | + 16 min 17 s                        |
| 5e                                   | Wilco Kelderman                      | Pays-Bas                             | Lotto NL-Jumbo                       | + 27 min 42 s                        |
| modifier                             |                                      |                                      |                                      |                                      |

### Classement par équipes
| Classement par équipes | Classement par équipes | Classement par équipes | Classement par équipes |
|                        | Équipe                 | Pays                   | Temps                  |
| ---------------------- | ---------------------- | ---------------------- | ---------------------- |
| 1re                    | BMC Racing             | États-Unis             | en 191 h 18 min 28 s   |
| 2e                     | Movistar               | Espagne                | + 2 min 30 s           |
| 3e                     | Sky                    | Royaume-Uni            | + 8 min 10 s           |
| 4e                     | Astana                 | Kazakhstan             | + 26 min 33 s          |
| 5e                     | AG2R La Mondiale       | France                 | + 45 min 58 s          |
| modifier               |                        |                        |                        |

## Abandons
- 71 -  Mathias Frank (IAM) : abandon
- 82 -  Matti Breschel (Cannondale-Drapac) : abandon